# 鋼馬章伝
『鋼馬章伝』（ドルーしょうでん）は、安彦良和のファンタジー小説。表紙画、口絵、本文挿絵も安彦自身が描いている。
1988年よりカドカワノベルズ（角川書店）として全5巻が出版され、2002年に徳間デュアル文庫（徳間書店）から文庫版として再版された。また、本編完結時点よりずっと時間軸が未来の短編「伝説の鋼馬 〜鋼馬章伝後章」がアンソロジー『ファンタジー王国Ⅱ』（角川書店）に掲載された。カドカワノベルズ版には収録されていないが、徳間デュアル文庫版の第5巻に収録されている。

## あらすじ

### ボナベナの騎士
17歳のスークは貧しい馬丁だった。鋼馬（ドルー）と呼ばれる機械馬の手入れに明け暮れていた。馬丁仲間のさそいに乗って泥棒の手伝いをし、たまたまスークは盗んだ大金を独り占めすることになった。その金でスークは夢にまで見ていた自分の持ち馬を手に入れる。片耳の古馬で名前をヴァロと付けた。ツァロという小村で、スークとヴァロの活躍により山賊を蹴散らした。これを機に村長の娘フィオと愛が芽生え婚姻の段を迎える。しかし、以前の仲間がたまたま村を訪れ、盗みが露見しそうになるのを恐れてスークは秘かに村を出る。それからベーメという馬買い商人に会う。聞けばベーメは馬市でヴァロを競り合った相手である。奇遇にも二人を結びつけた。だがベーメの隊商は盗賊団に襲われてしまいスークは捕虜となる。賊は名だたる女首領エルロラの率いる義賊団（アスラート）を名乗る一団だった。荒くれ者たちとの争闘、領主軍との激しい戦い。幾度か生死の危難を乗り越えスークは日々逞しく成長し、エルロラとの間にも不思議な信愛の念が生まれる。やがて義賊団は追討を受けて散り散りになる。スークは別途、帝国の都ブハラを目指す。退廃の都ブハラでスークは闘騎士（ドルーク）として名をあげる。無情な闘技、ベーメとの再会、そして仲間の死・・・。帝国軍に捕縛されたエルロラが護送されて来る。スークはすぐさま救出を決意する。ベーメが策を廻し、ボナベフ皇帝の臨席する闘場で計画は決行された。三人は都を脱出する。折しも、土岐は闇の一年に向う炎のような日没の季節。「・・・何時かまた、もっと立派な男になったお前と会いたい」街道での別れの際にエルロラはスークに言った。

### ザオの騎士王
再びスークはベーメと共に旅をする。訪れたのは南の海浜国ザオ。その浜で働く貧しい漁民に同情を感じるスーク。媚薬の原料となる珍魚ハオマの採漁に明け暮れ、野蛮な海賊の収奪にさらされている漁民たちを護る為に、スークはベーメの金力を伝手に同志を募り、正騎士団（アスラ・ドルクト）という徒党を組織する。一党は奇計に依ってザオの世継ぎでもある姫ラータの公認をも得ることになる。緒戦で騎士団は海賊の占拠する砦カルバラを奪取する大戦果をあげた。しかし、次いで隣国ザオスラの救援に加わり、再び優雅な賊軍を敗ったことから、その精強さは、ザオの後継ぎを狙うラータの婚約者でザオスラの王子ホルダートの警戒する所となる。計略に乗せられ、スークは城中に捕われ厳しい責めを受ける。しかし、ラータを人質にスークは地下牢を脱出し、騎士団の仲間と合流することに成功する。ベーメは政略としてスークにラータへの求愛を強いる。しかし、それ以前に、気丈なラータとスークの間には、奇妙な愛の感情が芽生えてもいた。漁民の家で二人は婚姻の式を挙げるが、城兵の急襲に遭い、再びスークは捕われてしまう。ザオの領主を謀殺したホルダートはスークをも公開の磔刑に処し、合わせて騎士団を一網打尽にしようとする。
だがラータの勇気ある献身によりスークを救う。ホルダートを倒し二人は新しく商国ザオの盟主となって闇明けの新年を迎える。

### ガンゴトリの疾風
スークはラータを支える執政としてザオの事実上の領主になる。慣れない執務、政治、そして外敵の重圧が若いスークを苦しめた。そんな中、苦難を共にした騎士団の仲間、聡明なアムルの補佐が心強い助けになる。時は永い帝政の末期。西方の蛮族モラドウは東への進出の機をうかがっていた。辺境国ザオはその矢おもてにいる。スークは国の護りにことさらに意を注が、そこに横槍がはいる。帝室の傍系タルソン公国の王シムシャーラがザオに出兵を強いる。まつろわぬ隣国を討つという名目だがその実は強引な統制策だった。時をおかず西方からモラドウ進出の報が来る。巨大な力がスークと小国ザオを引き裂く。スークは全軍を挙げて西へ向かった。ガンゴトリの山中でモラドウの先鋒とザオの騎士軍は激戦をくり広げる。仲間たちが倒れ、スークを追って参戦して来たラータも乱戦の中に散る。敗軍の陣中に無情なシムシャーラの処断通達が来る。スークは死を以てそれに応えるしかない。しかし、そこでアムルが秘して来た身の上を明かした。自分がシムシャーラの秘児であり、タルソン公国を自ら捨てた身であること・・・。スークの意が決まる。後事を強引にアムルに託し、自身は腹心のズルワンと馬体を並べ、霧の中を迫る敵軍の只中に突入する。スークは深手を負い捕虜となる。しかし敵軍の将はかつての戦さでスークを見識っていた好漢アシャワンだった。彼は意気に感じて軍の進路を変えスークをその配下に加えようとする。
失うものが余りにも多かった。それがスークに「再生」を信じさせていた。心が深く疲れきってもいた。「西へ行け」という運命の声に強く支配されてもいた。アシャワンに挑まれた単騎の闘いをしのぎ、再びヴァロと二人きりになったスークは未知の異界へと向う。

### ノルブの光輪
砂漠の村でスークは奇妙な一向に出会う。盗癖のある物識り顔の学者（ヤートン）・ドルジ、醜い老婆ドン・ドゥパ、そしてその孫、少年チリの三人だ。三人はグルームを信仰するバジャ教徒の聖地スルカン・シャンへ向かう途中だった。閏年その孤峰の頂きでは不思議な祭礼が行われるというのだ。かねてから知的動物グルームに関心を持ち、運命論的なバジャ教の教義にこだわりを感じていたスークは一行に混って巡礼者の一人になる。行く先々でチリは秘力を見せる。巡礼や荒野のならず者達がいつしかその周りに集まり、集団はやがて一種の教団を形成する。邪心を抱くドン・ドゥパ。そして学者・ドルジ。しかし当のチリは全くそうした事々には頓着しなかった。スークに親情を寄せるチリ。それは青い蕾のような異性への恋幕。チリは少女だったのだ。スークはいとおしさをこめてはかなげなチリを護った。その年の祭礼は千年来の一大奇跡に当たるとされていた。原理主義的なバジャの急進派はそれを万物の死滅と再生の時と見ていた。いずれにせよ一大奇跡は伝説の妖星「破壊霊の星」（カナーグ・メーノーグ）の出現と共に起る。そして＿＿。果して宙天にその星は現われた。刻々と近づき光を増す妖星。その輝きの下で群れ集って来たグルームは次々と死んで背中から奇怪な茸を発生させるのだった。やがて聖山は巨大な乱気流に巻かれた。ならず物達の時ならぬ策謀の為に頂を離れていたスークと学者は危うく難を免れるが、幾万もの巡礼者達はこの天変によって聖山にかき消えてしまう。グルームの茸はやがて燐光を発し、はじけて盛大に胞子を飛ばす。それは彼らの長大な生の輪廻の営みなのだった。聖少女チリは見えない目でその神秘のセレモニーを見、祝福の笑みを浮かべ、そして再び巡り来た闇の静寂の中で消え入るように死ぬ。

### クルガンの竜
遊牧民バクサルの交易市城ノゴン・ツァブの安宿にスークと学者・ドルジはいた。ドルジは他人の鋼馬からエナーの壺を抜き取ろうとしたところ、相手に見つかり袋叩きにされる。スークによって助けられたが相手の首領が現れる。北原で一番の英雄ダナバザルだった。ダナバザル一行と南を目指すことになる。フィオがいるというラムナガルの町にやってきた。そこで帝国ボナベナのイルミナ太后と出会う。イルミナの命により使いとして諸侯を巡ることになったスーク。その道中でエルロラと再会する。しかし二人の道ははっきりとすれ違っていた。帝国と同盟を結ぶためスークはアシャワン率いる軍の副将になる。天候を活かした策により帝都ブハラを制する。そこには金儲けに成功したベーメがいた。ベーメの金で五万余りの兵を集めた。シムシャーラを討つためである。スークは初めて自軍の軍旗を作る。青地に黒の竜紋でクルガンの竜を意としたものであった。シムシャーラを目前として大戦は痛み分けに終わる。太后イルミナは王宮にて宴を挙行された。そこでダナバザルがイルミナに求婚する。ベーメに呼ばれラムナガルに出向き、そこでスークはフィオと再会を果たす。まもなくエルロラが王宮に攻めてくる。スークの目の前でエルロラの手によってイルミナは絶命する。その直後、ダナバザルによりエルロラは盛大に散る。母イルミナの大葬にて幼帝フラルは気丈に振る舞い人々の心身を律していった。その後、ふたたびスークはフィオと歩むことを決める。ダナバザルはイルミナの死がスークとの運命の交わりだと説きスークに決闘を申し出る。死闘の末、ダナバザルを下す。スークはフラルより小村ツアロを預かり、フィオと共に暮らした。神聖帝国ボナベナの第二十代皇帝フラルは長じて希代の賢帝となった。彼の治世は六十年余に及び、帝国中興の世と呼ばれた。鋼馬章伝はその創生にまつわる列伝の一章である。

## 登場人物
スーク
17歳。肩にかかる黒髪を下の方で一つに結んでいる。家族構成は父、母、ピシアという妹がいる。鋼馬（ドルー)が死ぬほど好きでターナの村を出て馬丁（ばてい）になる。やがては自分の鋼馬を持ち、騎士（ドルーク）になりたいと思い始める。鋼馬の扱いがとても巧く並みの馬丁が半年かかる調整もその半分でこなせるようになり、その日のダイナモの唸りを聞いて機嫌が分かる程である。人一倍真面目で大人しいが正義感が強く熱い性格をしている。本物の鋼馬に触れられる仕事を選び夢のような日々であったが、ヤクブの抱えている騎士達の質が悪く馬丁としての報酬も少なかったため絶望に陥っていた。ある日、ガンポの誘いに乗って盗みの手伝いをして大金を手に入れる。
サルナートの町の馬市で以前、一目惚れした鋼馬と偶然にも出会い、盗んだ大金で競り落とす。片耳で細見だが気品のある鋼馬にヴァロと名付ける。
ツアロの村に行き、他所者であったが働き者だったため、すぐに村人たちと打ち解ける。村長にも気に入られ、村長の娘フィオと婚姻を決める。山鬼（ワズリ）と呼ばれる野党が村に攻めてきた際にヴァロと共に撃退し、村の寵児となる。しかし、フィオとの婚儀目前に村でガンポを偶然見かけ、フィオや村人に自分の過ちが露呈するのを恐れて1人、村を後にする。
南を目指し異国のユルドゥスにてベーメと出会う。ブハラに向う彼に同行する道中にエルロラ率いる野盗に襲われ応戦するも圧倒的な力の差にて捕虜となる。エルロラに復讐する機会を窺いながら野盗集団の下働きをすることになる。領主軍との戦さの後にエルロラに勝負を挑み、重症を負わせたが谷へ落ちる既のところで助けた。その時に、エルロラが先の戦さで怪我をしていたことを知る。エルロラに対し情を感じる描写があったが途中で遮られそのまま義賊団を後にした。
その後一人で山を下りた道中、グルームの鳴き声を聞き意識を失ったところ商人サバに助けられる。サバと共にブハラに向い、そこで馬主バルタイと競争の契約騎士となる。バルタイが他にも契約している中騎士のゴーレと知り合い、ゴーレの紹介でベーメと再会する。闘技の騎士に転進することになり、スークは順調に勝ち上がり次第に有名になっていく。そんな中、ゴーレが闘技中に事故で死んでしまい、ゴーレの死を目の当たりにし闘士としてのやる気を失ってしまう。そこへ偶然にもエルロラが捕縛され護送されてくる。闘技の復活戦の相手をエルロラにして彼女を救出するという計画を立て、ベーメの手を借りエルロラを無事に助け出すことに成功する。ザオの騎士王ではベーメの隊商に混じりザオに来た際、バズー海賊に脅かされながら貧しく暮らすカウイークの人々を守る為、ベーメの金力を伝手に「正騎士団(アスラ・ドルクト)」という徒党を作った。その中でザオの世継ぎであるラータの公認も受け、海賊の占拠するカルバラを奪取する大戦果をあげた。下戸では無いが酒に弱く腹にもない追従を言い、浮いた愛想笑いの酌婦達がつきまとうからと酒席が苦手である。隣国ザオスラの救援に加わった際、優勢な賊軍を敗った事からザオの後継を狙うホルダードに警戒され計略に乗せられ、城中に捕らわれた後厳しい責めを受けた。その際ラータを人質に取り地下牢を脱走、騎士団の仲間と再開した。ベーメからの政略としてラータへの求愛を強いられたが、以前に二人の間には奇妙な愛が芽生えていた。その後ラータと漁民の家で婚姻の式を挙げたが城兵の急襲により再び捕らわれた。ザオの領主を謀殺したホルダードに公開の磔刑に処されるところをラータに助けられた。ホルダードを倒しラータと商国ザオの盟主となった。永い帝制の末期、西方の蛮族であるモラドウからザオを護ろうとするが、タルソン公国の王であるシムシャーラがザオに出兵を強いろうと強引な統制策に出る際、時をおかず進出してきたモラドウを討つ為西へ向かった。ガンゴドリの山中でモラドウの先鋒と激戦を繰り広げたが、その際自身を追ってきたラータが乱戦に突入、戦死した。敗軍の陣中に無情なシムシャーラからの処断通達が来、死を以て応えるしかなかったがアムルがシムシャーラの実の息子であった事やタルソン公国を自ら捨てた身である事をあかし生きながらえた。後事を強引にアムルに託した後、腹心のズルワンと共に迫る敵軍の只中に突入するが、捕虜となりアシャワンの意向で自身の隊の配下に加えたいと強いられるがそれを拒んだ。その後アシャワンとの単騎の戦いをしのぎ円満に別れ再び旅に出た。ノルブの光輪では砂漠の村でドルジに繋ぎ止めてあったヴァロを盗まれるところだったが、くみし易い相手だとそれを許した。その後ドン・ドゥパ、チリに出会い、かねてから知的動物であるグルームに関心を持っていた為、バシャ教徒の行う祭礼に向かう為一行に混り巡礼者となりスルカン・シャンへ向かった。ドルジにはバシャの考えが嫌いだと口にしたところ無神論者だと気に入られた。行く先々でチリが秘力を見せた為巡礼者やならず者が集まり一種の教団を形成した。チリに親情を寄せられており、愛おしさを込めて護る。壊死寸前だった左腕はチリの秘力により動くようになった。道中ノルブ平原を通過する際基盤が粘土層の為ヴァロを運ぶのは困難と考え、山鬼である律義者のペムポに命と半々に大事なんだと預けた。秘事の最中石塔の宝とチリを誘拐された際、以前酷く村から追い出したジグメに殺されるところだったが、ドルジの勇気ある行動により難を逃れ賊を皆殺しにした。長大な生の輪廻の営みであるグルームの茸のセレモニーを目撃した後チリの死を見届け、以前滞在していたチョエコルという村に葬る。クルガンの竜ではドルジをブラハに連れていく道中ノゴン・ツァブに滞在した。その際ダナバザル率いる仲間の鋼馬からヴリル・壺を盗もうとしたドルジが袋叩きにあい助ける為、相手と戦うがその戦術を見込まれへレムイン・ツァブに同行させられた。迂闊に名乗っては後々危険と判断し「テレグ(飛車)」という偽名を名乗るが、ダナバザルに気に入られ「バートル(勇者)」という仇名を付けられる。ラムナガルでフィオを捜索した際、ダナバザルに「女一人を捨てたことに思い患って勇者がつとまるか」と言われたのに対し「人の気持も判らん奴に大義が判るか！」「俺はフィオが大事なんだ！」と臆せず反論した。アシュラム(魔女)に襲われるところであった皇妃イルミナと接触した後、カーレルに引き合わせられいろいろ尋ねるから忌憚なく答えてほしいと言われる等信頼を寄せられていた。ヤムスラン軍を叩こうと提案する。イルミナの命を受けアシャワンへの使いのさ中、再びエルロラと再会し何故ルルスに仕えるかと問われた際、帝室を救けるいわれは無いがタルソン公ははっきり敵だと発言したがイルミナに利用されていると論された。当座は騙されてもいいと強大なタルソン公の天下獲りを阻止する事を自身の正義とした。互いに意地だけは捨てるなと再びエルロラと別れアシャワンの陣に向かった。アシャワンに再開し共に戦をしたいと一軍を貰い、共に都城を攻略する「制都将軍」となった。ブハラをめぐる緒戦で「先頭にいる蒼い騎士はなりは小さいが英雄クルサースパのように勇敢だ、彼を正面に見たら逃げるのが悧口」と戦いの腰を萎えさせた。アシャワンに引き合わせられ再びベーメと再会し軍資金を受け取り「クルガンの竜」を作った。その戦闘のさ中、ザオの兵隊が攻めて来た為戦意を喪失し退却した。イルミナから政務参与と親衛長官の職が示されたがそれを辞する。ベーメが婚姻をすると立ち会わされた相手がフィオであり幸せにしてやってくれと身を引いた。しかしショックでフィオが熱を出し寝こんでしまった為、以前の二人の関係を知ったベーメが悟りどうかなんとかしてやってくれと託された。その後フィオとお互いに気持ちが変わらない事を確認し和解したが、後ろめたさから俺には幸せに出来ないとベーメと喧嘩沙汰にまで発展した。イルミナ亡き後、フラルを護ることを決めたがルルスを去っていったダナバザルにヘルクスールの秘儀に招かれる。ラムナガルに向かいフィオに会った後、ベーメからシムシャーラが死んだらしい事やダナバザルに会う事を警告される。その後ナワンとマイダルを伴にマンガス島へ向かった。秘儀のさ中、ダナバザルに指名されどちらが此の年のスレーンの英雄になるか闘いを挑まれたが、それに勝利した。その後城の任務を固辞しフラルからツアロを預かり、フィオと共に暮らした。
ピシア
スークの三つ歳下の妹。器量が良くしっかりしており兄のスークから見ても出来すぎた娘である。父母の守りをしターナの村で暮らしている。
フィオ・アムニ・サマチ
15-16歳。ツアロの村長の娘。色白で利発そうな切れ長の目に胸にかかる黒髪の美少女である。村長の意思でスークに抱かれるよう命じられていたが本人も了承していた。スークもそれを快諾し婚姻する。一途で明るくおしとやかであるが、幼少期はきかん坊と言われており姉を喧嘩で泣かしたこともある。スークのことは初めて見た時から気に入っており、峠の向こうに行くと言ってもついていきたいと言う程。スークが村を去った後ガンポ曰くラムナガルに酌婦に出されたと噂が流れていたが、汚い場末の店で辛い目にあっていたところ器量が良いと客に見込まれ、商人相手の料理屋の酌婦をしていた。ベーメに見染められて身受けされ側付きになる。ベーメから婚姻の申し出を受けたが立ち会わされたスークと再会し、熱を出して寝込んでしまった。その後スークの胸の中で泣き「あなたがどんな間違いをしていたって…」と想い続けていた胸の内を明かし和解する。スークと共にツアロで暮らした。
ベーメ
堂々とした体躯の40歳近い見た目をしているが、本人曰く30歳を出たところらしい。商人であり「馬買いのベーメ」と名乗っている。スークとはヴァロを競った間柄でユルドゥスにて偶然出会う。馬を見る目は確かで何度も帝都ブハラに馬を売りに行っている。自分なりの哲学を持っており「いじましく我慢することなんてない」と何かにつけ言っている。スーク曰く明解で磊落に見える生き方が、他人に知れぬ何かをどこかに埋めてきたのかもしれないと憶測させるなど翳りを感じさせる一面もある。スークの馬の目利きを気に入りブハラに同行することをすすめるが、向う途中にエルロラの義賊団に襲われ、スークをおいて逃げる。その後ブハラにてスークと再会し、捕縛されたエルロラを救出するのに加担する。陰の年四つ明けた辺りスークとモラドウに入り蛮族相手にかき入れ時の大取引をする予定だったが、ヴァロの修理の為一旦シルヴァヤに身を置き、数百デケムもの壁をなすガンゴドリ山脈を越えることを諦めザオへ向かった。スークに対し無駄金は一切出さないという根っからの商売気質である。海賊からカウイーク達を守る為騎士団を作りたいというスークに対し、初めは反対するが領主の娘を口説くよう提案する。その後、騎士団を作る為ガーハ、アムル、ハーワン、バフラーム、ズルワン、ホラサン、ムナワトを集めた。海賊討伐の際は、酒の大樽でいかだを作る等発想が大胆でスーク達を驚かせた。ザオスラを援護しろと命令された正騎士団に対し、乗り気ではなかったスークにザオスラに行くよう助言する。その際、五十騎の鋼馬を用意した。隊から抜けるが、後にスークと再会した際、カウイーク達を守りたければラータと結婚しろと強いた。スークに対し皮肉な発言が多いが気にかけており「奇妙な運を持っている」「世界を切り開くような業が身についている」と発言した。自身と正反対の商売をするジャフナ(商いに長けた種族)を嫌っている。シルヴァヤでラータの鋼馬を買いつけに向かった。クルガンの竜ではスークと別れてから何の楽しみも無いと金儲けに精を出し帝国で五、六番の金持ちになっており、寺院のような品格のある屋敷に住んでいる。自身の屋敷をアシャワンに仮の本陣としてしつらえさせていた。スークに対し欲しいだけの金をやると「クルガンの竜」を作る軍資金を援助した。だがシムシャーラがブハラに戻ってきた為、ラムナガルの宿に移った。好きな女が出来、嫁を貰うとスークに立ち会わせた相手がフィオであった。だがスークとフィオの以前の関係を知ると、どうか何とかしてやってくれとスークに託し身を引いた。スークがダナバザルに招かれた秘儀に向かう旨を伝えるとすさまじい剣幕で酷く反対する。屋敷に住んだが家をあけてばかりらしく召使いが不平を鳴らしていた。

### ヤクブの馬舎
ヤクブ
スークの働くソンツェ・ゴル・ヤクブの馬主。馬を見る目がなく駄馬ばかり所有している。また、人を見る目もなく質の悪い騎士達を雇っている。
ガンポ
15歳。新人の馬丁。仕事は半人前だが態度はデカい。間抜けでドジで図々しいが本人は全く気にかけていない。自分の周りだけは器用につくろっている。スークに泥棒の半肩を担ぐよう強いり、仲買人から盗んだ20ゴドムをスークに投げつけた後そのまま行方が分からず逃亡。カルバラ戦で再びスークと再会する。正騎士団の特別な計らいにより一団に加えられ雑用や使い走りをさせられる。アシャワン討伐の際、浜の綱引きに使う最下等の鋼馬をあてがわれたが本人はとても喜んだ。スーク救出時は一番先に城壁を越えようとする勇敢な友達思いの一面も持っている。ホルダードの手下に捕まり、スーク達の居所を脅迫され金貨と引き換えに情報を漏らし裏切った。百ゴドムでスークと仲間を売ってしまった事を悔いアムルに懇願し斬られた。

### 義賊団(アスラート)
エルロラ
女首領。鉢の深い黒の兜に小鎧をつけ獣皮の衣、赤いマントを身に纏った長靴から腿のつけ根までむき出した格好をしている。ブハラに向かっているベーメの小隊を襲撃し、打ち負かしたスークを捕虜とする。自分を有名な闇の領主であること知ったにもかかわらず威勢の良いスークを気に入り、いつでも命を狙っていいという条件でスークを義賊団に置く。部下のトゥガンにスークを「手ほどき」をするよう仕向ける。ユルドゥス領主軍との戦さの後、スークを自由にするが別れ際に勝負を挑まれ深傷を負う。その際、兜を取った姿はスークの思っていたより若い顔立ちであり野盗の首領の面影は無かった。スークに対し「お前はなんだか可愛いから」と斬れなかったことを明かし別れる。
その後、ブハラ軍によって捕縛されブハラに護送され処刑されるところを、表向きはスークの復活戦という脱走計画によりスークとベーメにより救出される。仲間になる気はないかとスークを義賊団に誘うが断られ「もっと立派な男になったおまえと会いたい」と別れた。クルガンの竜では再びスークと再会する。以前の大胆な野趣の装いではなく軽便な黒い騎士装束で包んでいる格好になった。ルルスにもタルソンにも味方しないと発言した。ブラハでカーレルに受けた惨い仕打ちを恨んでおり、「アシュラム(魔女)」という異名を名乗りボナベナ帝室と刺し違えようと目論んでいる。自身を利用し宮中を裁断しているイルミナの事を「慈悲深く賢明な大后の皮を被った悪魔神」だと、非常な辣腕に対する敬意を持っているかに見えた。スークに対し、お前もイルミナに利用されていると諭する。自身の目的を果たす為、再びスークと別れる。イルミナを刺し殺した後、ダナバザルに切られ絶命した。
トゥガン
30歳前後。野盗にしておくのが惜しい程、物静かで理知的だが武器を持つと別人になる。エルロラに命令され「手ほどき」という形でスークを鍛える。その手ほどきの中、撃剣や木槍を使い致命傷を負わせるような場面が数限りなくありスーク曰く「エルロラが体よく自分を始末しようとしているのでは」と思った程である。ユルドゥス領主軍との戦さにて戦死。
ジュダ
通称「高説好き」。スークを侮り、いいがかりをつけ鞭で打ったところ思いもよらぬ反撃に遭い、脛を切られ戦意を喪失する。
ユルスン
ジュダに代わりスークの相手をしようと出てきたところ、エルロラに止められる。
グーフ
義賊団きっての剛力と称される。
ブーブラ
医療担当。

### 帝都ブハラ
タワン・サバ
撚りあげた長い口髭の中年男で商人を絵に描いたような風貌。ブハラの商人でシガツェ沼で倒れているスークと出会う。馬主バルタイに騎士（ドルーク）としてスークを紹介する。
バルタイ
ブハラの馬主。40歳前後。元騎士で片眼は義眼で、首筋には大きな傷跡がり、片方の足は金物と木で出来ている。サバ曰く、裏表がなく気のおけない性格。自らの異物の躰を見ても動揺しなかったスークを気に入っている。ゴーレのでまかせで闘技を馬鹿にしたスークを激怒し闘騎士戦に出させた。スークが勝ち続け、稼ぎが着実に上がると態度がうちとけたものになった。余計な詮索をせず、稼ぎをあげるいい根性の騎士と相手を認めればそれでいいという男である。
エルロラがブハラに送られてきた際にはスークの無茶を聞き入れ、スークの復活戦の相手をエルロラにするように帝国側に掛け合う。
ゴーレ
バルタイと契約している騎士。23歳くらい。闘技の中級騎士。スークの活躍により地位が脅かされたため、スークを快く思っていなかったが闘技で勝利した姿をみて付き合いを改める。ベーメを大恩人と言ってスークに会わせる。ベーメの事を本当の主人、友達と気に入っており自身の使っている馬もベーメに半値で売ってもらったものである。上級闘騎士の本戦にて相手の木槍を避けた際に折れて喉元に刺さり命を落とす。
オクサス・ドラ・ヴィルヴァ
土侯領ポルタヴィラ出身。四戦無敗でかなり名の識れた上級騎士。大角の鋼馬を持つ。上級闘騎士の本戦にてスークとヴァロによって敗れる。
ピプラ
ゴーレに惚れている酌婦。

### カウイーク（穴ぐらに住む人）
ウルタ・ラーヴァ
ラーヴァ家の長。十数人の家族と共に暮らしており、両親の居ないタクマやルビ兄妹を引き取り共に暮らしている。
ラーヴァ家の家族たち
タクマの養父母（養父サンハ、養母イマ）と、その息子夫婦が二組。さらにその息子夫婦には子供がおり、その中には泣き虫な娘（ミクル）を始めとした男女９人がいる。
タクマ
３つ歳の離れたルピという妹がおり、面倒見の良い兄である。まだ幼いが「お前ってグズで危なっかしいから」と無鉄砲な性格のスークを注意する一面もある。妹をかばって従兄弟達と殴り合いの喧嘩をしてから、スーク曰く生意気なガキから飛躍的に格が上がった。海の蛮族バズーによって父を捕虜に取られるが、後にスーク達の活躍により再会する。
ルピ
タクマと３つ歳の離れた妹。盲目の少女であり、タクマに助けてもらいながら生活をしている。 しかしハオマ漁の手伝いをするなど、しっかりとした健気な一面もある。
サンハ
タクマの養父。苦労の絶えぬ男。
ラフマン
実直そうなタクマの父。漁に出た際、沖で海賊船に捕まり一旦はモラドウの浜で働かされたが、その後カルバラに送られる。虜囚の中にいたが正騎士団によって無事解放された。行方知れずの妻をどこかで生きていると信じており帰りを待っている。牢から逃げてきたスークとラータをかくまう為、海賊に壊されたままの穴居に新居をつくった。ラータの素姓にそれとなく気付いており、自分の子供たちに口止めし新居祝いで訪れた村人も中には入れずに対応するなど機転がきき律儀な性格。

### 土候国ザオ
オスマン・ザラスシュトラ
ザオの現当主。痩せた貧相な男。知恵者の風格も武人の威もなく大仰な領主の衣をその身に引きずっている風貌。だが伊達に一国を治めてはいないような見た目よりは張りがあり、抑揚にも長年で培ってきた貴人の色がある。娘であるラータの言う事なら何でも聴く親馬鹿であり世間でも知られている程。正騎士団の後ろ盾を申し出たスークに対し「烏合の衆とも見えるがお前達にモラドウが討てるか」と冷たく言い放つがアムルに巧いところをつかれ、最後にはラータが望むのであればと了承した。
ラータ
冷酷、粗暴、強欲等様々な憶測を立てられているが、美と富と権力が野合すればこうなるというような美貌。普段は城の深窓にしかおらずグルームのサナギ狩りの際、主天幕に乗り込んできたスークと対面する。「貴女と厚意が欲しい」と大胆に交渉してきたスークに対し「面白い奴」と気に入り私のみに仕えよと承諾した。露出の多い服を着ており娼館婦のような恰好をしている。ザオスラの王子であるホルダードという情夫がいるが、本人は私には何でもない人と否定している。バズー海賊を討伐した夜、酔ったスークを自室に入れ関係を持った。ザオスラを援護するよう正騎士団に命じたが、ホルダードの作戦を妨げたとするスークに対し騎士団の職分を解いた。正騎士団がハオマ油をカウイーク達に返したと知ると憤り、カウイーク達をかばうスークを牢屋に閉じ込めた。その後スークを拷問しているさ中隙を付かれ人質にされる。拷問の際「愛する女には男は嘘をついてはいけないの」とスークに対して問い質し短剣を向けるなど冷酷な一面も持っている。二人で城から逃げ行きついた先の小屋で自殺を図る為手首を切ったが、瀕死のところをアムルの手際良い治療で一命を取りとめた。回復してからは二人が城から逃げてきた事を知ったラフマンが急遽、新居を設えそこに避難した。正気に戻った際、スークに対して戻ってきてくれた事に安心し涙ぐむ一面を見せた。カウイーク達を助けホルダードを倒すと約束したスークと婚儀を行った。その婚儀のさ中、ホルダード率いるザオスラの騎士団に急襲されラフマン家族と逃げた後、再び捕らわれ処刑されるところであったスークを群衆を前にホルダードの罪を暴き助けた。ガンゴドリの疾風では鋼馬に対し興味を持つようになり、スークの指導のもと騎乗するようになる。スークが留守の間はズルワンに指導され、ベーメが買い付けてきた額に一本の角を直立させた白銀の鋼馬(アータル)を愛馬とする。オルゴン・ソムナを討つ為戦に出たスークを追いかけアータルに騎乗し、敵に突入した際岩に躰を打ち付け戦死した。
ラトゥー
祭司官であり能使を絵に描いたような風貌。ザオの王族であるザラスシュトラ家に仕えて幾代にもなる男。成り上がりで公主の地位についたスークに対し、立場上仕える素振りを見せるが全く認めてはいない。

### 隣国ザオスラ
ホルダード
ザオスラの王子であり主の世継ぎ。酷薄そうな彫りの深い顔貌に引きしまった躰にぴったりとした蒼い短衣、長いマント、胸に銀糸の月神の章紋の装い。スーク達に対し大言では信用ならんと「モラドウの出城カルバラをおとしてみよ」とラータの意思だと約定をすり換えた。ラータに取り入って婿入りしようとザオの領主の座を狙っている。白金の鋼馬に騎乗している。戦の際には一国の世継ぎにふさわしい金銀をあしらった荘厳な甲冑を身に着け秀麗な画幅のように見えるが、表情は歪んだ渋面だった為不出来な鎧架けに似ていた。自身の国であるザオスラの救援に加わったスーク率いる正騎士団の優勢な賊軍を敗った事によりスークに対し強い警戒心を抱く。アスマンを自殺に見せかけ暗殺し、自身がザオの王権を簒奪する為、スークと共に逃げたラータを死んだ事にしており王城に二本の黒旗を掲げていた。スークを再び捕らえ群衆の前で八つ裂きにしようとするが、ラータに全ての罪を暴露された後スークに倒された。

### ルビー二
アシャワン
ルビー二の頭。海賊団の指揮を取っており「炎将軍」と称されている。浅黒い肌に細く人を射るような目つきをしており、張った顎に黒い口髭の四十代。海賊の長と言うより、智将の人となりで怜悧な判断から機を見て一気に燃え上がるその戦技は、モラドウの諸族でも筆頭格だと言われている。かつて帝国の臨海諸城を軒並みに荒らし回っていた。鋼牛と呼べるような太い大角を持った重厚な鋼馬に騎乗している。スーク率いる五十騎の鋼馬で攻めてきた正騎士団に二度もかく乱され退去する事となった。だが本人は「またも鋼馬か」と苦々しく笑い敗北を受け入れていた。この時初めてスークを知るが、ほとんど少年のような華奢な躰つきで一団を領導している様子を見て慳貪だと一目置いている。ガンゴドリの疾風では再び再会したスークがズルワンと二騎で挑んできたが、「俺は英雄は殺さん」と言っており戦闘の後助けた。隊の馬係にならないかと誘う程スークの事を気に入っている。ジャフナが村でセリを行った際、商人がスークの正体に気づきザオの騎士王と知ると捕らえた敵将を故なく生かすことはできないと自身の下につくよう強いた。だがそれを出来ないとしたスークに一騎打ちで殺すと死に場所を用意したが、スークに敗北し「生き永らえたらブラハで会おう」と円満に別れた。クルガンの竜ではガンゴドリを押し渡りウシャヒンを席券し、スースリムの南半分を攻め取った。日没月(ウゼーリン)の戦いに勝利した。クムラハル砂漠にて再びスークと再会する。スークに一軍を渡し副将になる事を条件に、共にタルソンを討つと快諾した。ブハラをめぐる緒戦でアシャワン率いる軍は「左翼は斧のように固くて鋭い」「先陣は互いに争い合ってまるで突風のようだ」と守備軍の戦いの腰を萎えさせた。強い禁圧をかけ、侵入軍は自制を保ち見さかいのない殺戮や猟色、略奪といった蛮行は行われず義軍の統制と軍律を以て帝都ブハラを制した。ズン・へレムの激闘に勝利し、ダナヴァルタの東岸、オルズヴォイ台地に進出した。イルミナから大将軍の称号と官軍の総指揮者としての大権を与えられる。エルロラ亡き後、ルルスから去り、バルン・へレムに本拠地を求めた。後にフラルの新帝を補佐する役割を担い、帝国への服属を固く誓約した上で西南諸邦、七道を総べる将軍となり合わせて中央の軍務も統括した。官軍総帥の名を以て諸部隊を統一再編しようとしたが、ダナバザル軍に反抗され両派の軍は対立した後衝突が起こった際それを制圧する。イルミナ亡き後ルルスを去りバルン・へレムに本拠地を構え、そこからルルスとブラハの動向を睨む戦略を立てた。その後、アムルと共にフラル皇帝を補佐する役割を担い、帝国への服属を固く誓約した上で西南諸邦、七道を総べる将軍となり、合わせて中央の軍務も統轄した。
ルブルク
胡麻塩髭の男。元アシャワンの隊にいたが、スークと共に戦いたいと本隊に戻る事を嫌がり「クルガンの竜」の一軍を率いる将へと昇格した。タルソン軍の前衛をナワンと共に果敢な指揮で真向から撃破した事が勝因となった。スークに対して本格的な戦の作法や古戦史を進講した。モラドウの将にしては破格に学識が豊かである。アシャワンが撤収した後も残り、スークの後衛を担った。フィオの事で思い悩んでいるスークに「かような時です、心を鬼にし私事はお捨てになってください」と厳しい一面もある。スークがマンガス島の秘儀に向かう際、強く同行を志願したが秘中の後事を託された。
ナワン
元アシャワンの隊にいたが、スークと共に戦いたいと本隊に戻る事を嫌がり「クルガンの竜」の一軍を率いる将へと昇格した。タルソン軍の前衛をルブルクと共に果敢な指揮で真向から撃破した事が勝因となった。アシャワンが撤退した後も残り、スークの後衛を担った。マンガス島で行われる秘儀に向かう際スークに同行する。ダナバザルが争闘の相手にスークを指名したことに対し激昂した。
マイダル
元アシャワンの隊にいたが、クルガンの竜の副官を務めている。アシャワンが撤退した後も残り、スークの後衛を担った。マンガス島で行われる秘儀に向かう際スークに同行する。

### 正騎士団(アスラ・ドルクト)
ガーハ
十ヒロに近い大男。浅黒い肌に低くがっしりした鼻で絵に描いたようなバクサルの風貌をしている。ベーメに話を聞いてスークの前に現れた。食い意地が張っており、食べること以外に何も考えていない。十人力の怪腕の持主であり、カルバラ戦では一人で数ダースもの敵を海へ放り込んだ。酒食を仕事に代える男。簡単なベラウタ語が分かる。シムシャーラからの命令でオルゴン・ソムナを討つ為、戦に赴いたが奇襲にあい死亡した。
アムル
青白い端正な顔立ちの美青年。スークよりも二つ三つ上の年長。撃剣の腕の持主。賢明で思いやりが深く、スークが初めて心の内を話すことのできた相手であり古語や詩歌、数の算法等を教え教官でもある。アスマンとの交渉で詭弁ながら澱みのない物言いで騎士団の後ろ盾になってもらう事を了承させた。その際場と所を得た所作と物言いでスークが四十人の賊を打ち静めたと水増しし、芝居づいた物言いもできる。スークの補佐をしながら助言をし、精神面でも支えている。愛馬は黒鋼の鋼馬。カルバラの賊を倒す為モラドウの出城に乗り込んだ際には、自身より一回り大きいウィザールを一瞬にして倒した。フィオの事で深く傷ついているスークに「沢山の愛する人と君は多分これから別れることになるんだ」と自身の生き様から助言する。またアシャワン討伐で十二人の騎士を失った際どうしていいか分からないスークに対し「武人は死者を前にして泣かない」「死んだ者は天上で聖者になる」等慰め亡くなった者に聖典を口調し弔った。ラータが自殺しかけ瀕死の際、まだ生きていると判断し手際よく治療していた。ラータに対して奇妙な愛情を持っていると打ち明けたスークに対し「何か分からなくてもそのままでいい」と情緒ある発言をする。素姓を隠していたがシムシャーラの実の子であり、病弱であったことから代わりに世継ぎにと迎えられた義理の弟(カラム)の親族に何度も命を狙われそうになり、その事を知ったシムシャーラが弟を含めた親族を皆殺しにした為父を恨み国を出た。だが、カラムとは実の兄弟のように仲が良く学業や剣で競い合っていた。黒い髪は草木の煮汁で染めており黒い目は魚鱗を入れて変装していたが、実際はシムシャーラ同様の銀灰の髪に深い碧眼である。正式な名前は「アストー・ラダ・ナームタ・シムシャーラ」であり、タルソンでは「ナームタ殿下」と通称されていた。クルガンの竜ではシムシャーラ亡き後、タルソン公国の新しい公主としてルルスの宮を訪れフラル皇帝に和議を言上する。その際、将来に禍根を残す制裁、恩賞等を一切行わない事を条件とした。この頃風貌は銀灰の髪に碧眼と元の姿に戻っている。フラル皇帝を補佐する役割となり地盤とするシルヴァヤを含む東南五道を治め、中央では主として政務を司る任を担った。
ハーワン
赤毛でズングリな体格。後に正騎士団が二つに分けられたうちの副長となる。元「ノールーズの闘騎士」。普段は温厚な方ではあるが、ホルダードの国であるザオスラを護れと強要してきたラータに対し激しい憤りを見せた。アシャワン討伐の戦闘で死亡。
バフラーム
頬髭の男。元「ノールーズの闘騎士」。ガンゴドリの疾風でオルゴン・ソムナを討つ為、戦に赴いたがその道中敵襲にあい戦死した。
ズルワン
骨っぽい体格の男。陰の年にも休むことのないザオで小遣い稼ぎをと出てきたところをベーメに誘われた。元「ノールーズの闘騎士」。ガンゴドリの疾風ではスークが留守の間、ラータに乗馬を指導していた。ラータへの不始末を悔いて死のうと思っていたが、スークがザオを去る際一緒についていき旅をする事になった。その後アシャワンの隊に出くわし、二騎で追突したが戦死した。
ホラサン
土候領ザオスラの出。朴訥で気が置けないように見えるが鋼馬の扱いはスークの顔負けな程丈ており、解体や修理は並みの馬士をも超えた腕前。スーク曰く年も変わらず一目見て気に入っており、友達のような間柄になる。ラータとの狩りの騒動で十頭の荒くれ鋼馬をほとんど一人で御した。アムルには「前世が鋼馬だったのでは」と言われている。二隊に分けられたうちのもう一隊の副長になる。スークが八つ裂きの刑に処される事が決まった後、城に潜入し処刑に使われる鋼馬に細工を施し動きを止めた。ガンゴドリの疾風でオルゴン・ソムナを討つ為、戦に赴いたがその道中敵襲にあい戦死した。
ムナワト
目も鼻も効く狩人。目を見て相手の算段を即座に判じる。機転がよく効き、ひけらかさない空気のような性格をしている。カルバラ戦で死亡。
ヤーザ
ハースラのヤーザ。割れ鐘のような大声が自慢で、普段の会話でも相手が三歩引く程である。ホラサンの隊に属している。

### 神聖帝国ボナベナ
カーレル
ボナベナの現皇帝。蒼黒い肌で痩せている。シムシャーラの実弟であり、聡明であり文武に秀でた品格で衆目に認められている。元来政務を好まなかった為殆ど政事を顧みることなく、竜の陰の年月五つに第十五代皇帝の位を退いた。スークに対しいろいろ尋ねるから忌憚なく答えてほしいことや、自身を守ってほしいと約束することを求めた。だがスークが皆があなたを守りましょうと発言した為もういいとうなだれた。離宮の一室で首筋に一本の投げ剣が刺さり死亡しているのが発見された。その投げ剣が暗殺団アシュラムの武器と同一だと噂されている。
イルミナ
カーレルの帝妃。賢妃の誉れ高い大帝国の冠としてふさわしい閨秀の女である。目配りの細かさで宮中をとりしきり財政の糜爛を戒め、各所に澎湃と起こる暴乱を鎮め、帝室の実をと狙うシムシャーラをしっかりと牽制した。ラムナガルの宿にて起こった火事の際、正体を隠す為乞食女の格好をし訪れ、ダナバザル率いる一隊に助力を求めた。スークの素姓を見透しており、シムシャーラを挟撃するとアシャワンの陣に向かわせた。エルロラ曰くカーレルをアシュラムに見せかけ暗殺したのもイルミナであり、自身の格好な競争相手やフラルの座を脅かしそうな側室や子供も殺し慈悲深く賢明な大后の悪魔神と言われている。報奨を与える際、ダナバザルに婚姻を迫られるがスークに殺させるよう迂遠に伝えた。城に侵入したアシュラム(エルロラ)に剣で胸の真中から背中へと貫かれ絶命した。
フラル
齢七つのイルミナの嫡子であり二十代目の帝位に擁立された。病弱で躰も小さく気弱で甘えん坊だったが母であるイルミナ亡き後、その大葬に打って変わった凛々しさを見せる。以前より成長し幼い挙動だがその裡には慈悲の心情があり、自分を律する芯の強さもあった。ブハラ謁見の間、ツアロを預けてほしいと申し出たスークに対し快く約束した。ヴァロのような鋼馬が欲しいとスークに探してもらうよう頼んだ。
グリード
イルミナの側近。側近達の中では唯一スークの話し相手であった。だが二心があり、スークの首と密書を手土産にタルソンに向かおうと目論んでいたが、返り討ちにあい死亡した。
シムシャーラ
カーレルの実兄であり人望と実力がある事から帝位相続の際、争闘を生むと恐れられた。褐色肌であり銀灰色の髪を頭頂部から分け、こめかみを白銀の金具で留めており屈強そうな体格。スークに対し「成り上がり」と配慮せず発言するが、オルゴゾンとソムナを討つ為堰堤になるよう話を持ちかける。クルガンの竜ではカーレルの死を謀殺と決めつけた。実兄の立場から先の帝位移譲を不当とし、帝兄として戦い弟の無念を晴らし、自ら帝位を継ぐ意思であることを天下に宣言した。クルガンの竜ではシルヴァヤとその近隣諸国に檄をとばし、大兵を都ヤルダモンに集めて帝都進出の意を宣言した。「皇帝陛下に糾問したきことあり」「突然の退位は専断であり認められ難し。よって新帝推戴は叶わず」と帝位移譲を撤回して旧に復し、推挙の権をないがしろにされた自分に詫びをいれよとの事だった。カーレル退位から三月の間を耐えて待ち、蛮族侵入という無上の好機が与えられた。軍はヤルダモンを発し、親衛軍を率いて自らその先頭に立ちブハラへ向かう。「機を失えば酷薄怜悧なシムシャーラから以後どういう仕打ちを受けるか知れたものではない」と諸侯が先を競い合うようにして集まり大蛇のような軍列を作りブハラに入城した。ダナバザルがダルトム、バルグートの両国を支配下に収めた為、これがタルソン側に大きな痛手となり消え入るかと思われていた皇帝派はフラル帝への支持を表明し、シムシャーラの威を持ってする統制は初めて崩れ動揺する。カーレル亡き後、自陣の軍兵を一人だに動かさず、旧都ブハラでの主の無い盛大な忌みの儀礼をとり行った。スーク率いる軍団「クルガンの竜」に本陣を突き破られ危機的な状況であったが、突然退却していった為九死に一生を得た。ダナバザルに幾度となく挑発的に戦闘をしかけられたが、それにも応じることなく自国軍を率いてブハラ方面に去った。刺客に殺られたと言われていたが、イルミナが殺害される前にエルロラに殺され死亡していた。
カラム皇太子
シムシャーラの義理の息子。病弱なアムルに代わり世継ぎにと迎えられたが、その親族がアムルを邪魔に思い命を狙おうとしたがシムシャーラの耳に入り一族共々皆殺しにされた。アムル曰く本人は自分の出自を聞かされていたかすら疑わしく、親族が何を目論んでいたかも知らなかったらしい。

### 山鬼(ワズリ)
ラジュ・プラサド
山鬼の頭目格の髭男。丸腰で単騎で戦ったスークに畏れ入っており、チリを火神アータルの息子アグンの再来ではないかと思っている。スークに対し家来になりたいから伴をさせてくれと申し出た。スークによく話しかけボナベナ語やバクサル語、ベラウタ語を使える。ドルジに雇われているスークに対し「あんな貧乏野郎に雇われるような御人じゃない」「何か事情がありなさるんでしょう」と探りを入れてくる。
ペムポ
山鬼でスークが唯一、律儀で性質が良さそうだと荷駄車を引かせている。秘事に向かう為ノルブ平原を通過する際、スークにヴァロを託される。鋼馬の扱いも巧く、チリの車を引いた彼の鋼馬も日頃よく手入れするほどの馬好きである。
ジグメ
一番若い粗暴そうな山鬼。スーク達と旅をしていたがミラレパに滞在した際、いきなり捕まえたまだ子供のような若い娘を家まで追いかけ、制止する両親を殴り倒しその目の前で乱暴に及んだ。スークに殴られ股間に致命的な一撃を加えられ「男根を切り落してこのまま連れていくか、ここから放り出すか」とラジュに聞いたところ村から引きずり出された。秘事の当日、スークに対する仕返しとしてドルジを巻き込みチリを誘拐した。その際短毛の髭を生やしており頬に大きな傷跡を付け、ギャルツェンと名前を偽り変装していた。だがドルジを撃ちスークに対し惨い仕返しをするが、返り討ちにあい顔面を自身の火筒で撃たれ死亡した。
ツァンパ
山鬼で艶事好き。
ダスメリ
ジグメの情婦だったが自分の情男を傷つけて追い出したスークに迫る程、何の頓着もなく逞しい性格である。後に隊の中で頭目格と見通して、素早くドルジを籠絡した。その後チリ誘拐の際ドルジを裏切りジグメに付いたが、スークに仕返しをしたいと懇願したところジグメに咽元を貫かれ死亡した。

### その他の登場人物
ドルジ・ウ・ダドゥル
貧相な蓬髪の四十代であり通称ヤートン・ドルジ。モラドウの都であるダラムサラの出であり訛りのあるモラドウ語を話す。スークからヴァロを盗もうとするが返り討ちにあい失敗する。その後バシャ教徒の秘事を求めてスークを仲間に加え一緒に旅をしてきたドン・ドゥパとチリと共にスルカン・シャンへ向かった。スークが無神論者である事を大層気に入っており、俺を見捨てないでくれとすがる程である。だが山鬼が部下になった際、拒んだスークに対し「隊の主はこの俺だ」「おまえさんは俺が雇ったただの用心棒じゃないか」等図に乗った態度も見せる。道中ミラレパに滞在した際、巡礼達に対し玉を隠すなら玉の中とチリを至上神の申し子であり霊能者として売り込んだ。村から追い出された山鬼であるジグメの物だった鋼馬に騎乗する。ガテンに入った際バシャ教徒達からの待遇により高揚して態度が一変、スークにチリに近づかないよう告げた。その後新派のバシャ教徒の襲撃にあいスークに助けられる。祖先が大昔スルカン・シャンに来たという証拠を手に入れ、ブラハで王立研究院の教授になりたいと思っている。ギャルツェン(ジグメ)の指示で石塔の中の宝を盗みスークやバシャ教徒達を裏切ったが、捕まりスークと共にチリ救出へ向かった。ジグメに撃たれ絶命したかと思われたが、腹に巻き付けてあった石塔によってはじき返しており無事だった。クルガンの竜ではスークと滞在したノゴン・ツァブという村で他人の鋼馬のヴリル・壺を盗もうとしたが、袋叩きにあいスークに助けられた。それでもダナバザルの賊に対しスークに金を回してもらうよう頼むが「次手を出したら脳天から二つ割りにされるぞ」と注意されれ蒼ざめて頷いた。帝妃イルミナに対し研究院の学徒に加えてほしいと懇願したところ、よろしくはからいましょうと了承される。イルミナに名を聞かれた際「デパ・ペブシャム・ナツゥグ・ドルジ」と名乗った。スークがイルミナの命でアシャワンに使いに行く際、一緒にブハラまで連れて行ってくれと懇願したが断られた。ベーメとは以前知り合いでガラクタを買い取ってもらった事を逆恨みし、再会して激怒し掴みかかったが頓着しないベーメの態度と収集品をただで貰った為懐いている。後年、調査隊を作りバクサルを調査して金属片を含む沢山の古遺物を得た。その金属片が以前スルカン・シャンで得た塊と同質、近縁であった為長大な論文「先人類移住起源説」並びに「先史大戦説」をまとめあげた。当該学説は発表当初から学界に大反響を呼んだが、諸説ともども賛否はその後も入り乱れている。
アミ・チリ
十五、六の細い小柄な少年のような見た目をしているが女の子である。両親がおらず祖母であるドン・ドゥパに育てられた。瑠璃玉のような澄んだ瞳であり、目が見えない代わりに透視力や予知力のようなものを身につけている。ドン・ドゥパによってダラムサラで占い屋を始めたところ評判をとった。その後ヤートン・ドルジの目に留まりドン・ドゥパと仲間に加えられたスークと共にバシャ教徒の秘事を求めスルカンシャンへ向かった。普段は大人しく必要以上に物も言わないが、スークに親情を寄せており自分から迫る程積極的な一面を持っている。山鬼(ワズリ)が数騎襲ってきた際、強い耳鳴りのような衝撃と脳髄を貫くような尖った光を落とす秘力で倒した。ミラレパに滞在した際、ドルジに「この子はグルームの言葉が分かる」と村人に力説した為、騒動になったところスークの壊死寸前の左腕を撫で息を吹きかけて治して見せた。ガテンに滞在した際にも人々の関心を集め、ミラレパ人からのスークの腕を治したという事実が大袈裟な噂となり、屈強な若者信者が護衛でつくなど尚一目置かれる存在となった。自身も自分の事を男だと発言しているが、スークに抱かれた時には「あなたといる時だけは女になる」と恥じらう少女らしさもみせた。チェコエルに滞在した際、痙攣を起こし容態は好転しなかったが「破壊霊の星(カナーグ・メーノーグ)」を見た途端自分で歩けるようになり回復した。心配をかけていたドン・ドゥパに怒られた時にも「自分で歩けるよ」と反抗し先を行ったが、そこでグルームの死体を目にし太陽(バシャ)になるとスークに告げた。ギャルツェン(ジグメ)に誘拐されたが、スークによって無事救出された。だがグルームが太陽(バシャ)になるところを見届けた後、スークの背で眠るよう息を引き取った。
ドン・ドゥパ
チリの祖母でありヤニ色の瞳をした銀髪の醜い老婆。両親のいないチリを赤子の頃から手一つで育て、チリに透視力や予知力があると目を付けダラムサラで占い屋を始める等抜け目がない。ミラレパに滞在した際は村人たちに対しチリが失せ物を見つけ出したことや、目が見ないのに多くの星を見分けどれほど素晴らしくよく当たる占いをしたか等語った。バシャ教徒の聖地で秘儀を求め、スーク達とスルカン・シャンへ向かったが破壊霊の星の後、巨大な乱気流に巻かれ幾万もの巡礼達と聖山にかき消えてしまった。
フブスガル
守備軍の長。街の一切を焼き払ってでも王城を死守するとしており、以前のバルン・ヘレムの戦での蛮族に敗れたヤムスラン候ユイチュアイがシムシャーラの流儀とし一族諸共腹を切らされたからである。大軍を任されるだけあり軟弱な武将ではなく、かつて隣国ウラニアと共同して暴威をほしいままにしていたエルロラ義賊団を討伐した折には自ら騎兵軍団を率いて山野を駆けるなど根っからのオード(土候)。場内にいる諸国の兵を再編し逃げ込んできた敗兵、傷兵を無慈悲に城外に追い出して精強な者のみを選りすぐり、女、子供等、非戦闘員達を蛮族の城下に放擲した。応じない者は貴人の類でも斬り殺す程、決死の覚悟から半ば鬼人に変わった。長期戦を目算していたがアシャワン軍の猛攻で敗れ、ブハラは三日で陥落し自害の場でおさえられた。
ワールワル
タルソン軍の最右翼の総指揮官。シムシャーラの信任が熱く、シルヴァヤ諸国の盟主的土候であり遠戚として帝室に繋がる名家の王であり、正統的な優れた武人であった。スーク軍に相手としての不足を感じていたが戦闘の火ぶたを先に切られたことにより憤り戦略構想を狂わされた。焦りを感じ全軍に強行渡橋の命令を出した。だが大きな読み違いをした為、クルガンの竜へのベーメの後援を知らず八千丁もの火筒を受け戦死した。
ラーフラ・ジャヤンティ
白髪の老賢人。長老に連れてこられたスークに対し教えを乞うが、ザオの災いになると読んでおりスークにザオを立ち去るよう告げた。ノルブの光輪では再びミラレパの村でスークと再開し、チリを大切にする事やガデンを発たせるように告げた。スーク達の滞在するタコツボを訪れたが深く眠るチリを見、「ようようここまでになったか」と意味深な発言をした後立ち去り、二度とスークに会う事は無かった。
ベラウダ族
バクサルの氏族でガンゴドリの山中に住みサンカを飼っている。大人しい性格で草木を求めて短い移動をしている。
ジャフナ
商いに長けた種族。どこを領域とするものでもなく古来から通商に幅を利かせており、財も豊かで有力な商家をいくつも生んでいる。
ウィザール
ドガの海賊でありカルバラ在の頭目。沖の通船からは税を取り、船場や倉の賃金でも利をあげドガの少なからぬ財源にもなっていた。一両年の統領でその蛮勇と稼ぎぶりのしたたかさはザオの側でよく知られている。人を飽くほど切っており力で頭目にのし上がった男。修羅の巷も数え切れない程くぐってきたがスークとの一騎打ちの中、助けに来たアムルに斬られ死亡。
ダナバザル
黒い赤銅色の肌の十ヒロを越える大男。鬼神の申し子と言われており、北原で一番の英雄である。仲間に「バウ(英雄)」という仇名で呼ばれている。愛馬は黒鉄の鋼牛。ドルジの不始末を仲間が袋叩きにしたが、助けに来たスークの戦いぶりを見て許した。スークを気に入っておりバートル(勇者)という名前をつけ、へレムイン・ツァブに同行させる。天のお告げを信じており神が自分の意に添う者を選び、他界にその意思を伝えるとし「俺は選ばれた者だ」と発言している。これまでに神が現れ一度は生まれ落ちたその時、二度目は割礼して男に成る前の日、そして中原に向かえと告げられたという。その為伴を十二人選りすぐり連れて国を出てきた。北方よりの義勇士としてイルミナ直々にフラル陛下の為に助力をと懇請され引き受ける。イルミナをいい女だとものにしようと目論む。十倍する敵に対し敵の陣容すら確かめず、自軍を巨大な密集にして突撃するなど作法もないが圧倒的な戦力だった。その後ダルトム、バルグートを支配下に収める。西に走って失地ラムナガルを奪回しハルヒン河方面に支援を伸ばし、ウラン・ツァブに群れていたバクサルの新規勢を吸収して隊は一躍数万に膨れ上がった。スークに再会した際、合戦に間に合わなかった事を酷く口惜しがり、アシャワンが戦端を開いて即戦に及んだ事に対し憤った。報奨の際何の職も名誉も要らない、イルミナを頂くと本人に宣言する。諸部隊を統一再編しようとしたアシャワンの命令に対し反抗し、十一人の腹心達を中心に重臣団が結束しフラルとイルミナのいる政祭殿を掌中に置きアシャワン派を一掃した。その後アシャワン派が城下両派の衝突を制圧した為逆に包囲された。イルミナを守ることはできなかったが、城に侵入したアシュラム(エルロラ)を大刀で斬り殺した後、兵をまとめてルルスを去った。マンガス島で行われるヘルクスールの秘儀にスークを招き、どちらが此の年のスレーンの英雄になるか争闘した。接戦の末、スークの槍を下腹に受け「お前は大した奴だ」と自身の英雄の尊称を託し大往生を遂げた。その際、ルルスに居た間は自身が悧口ではなかったとイルミナに心底惚れていた事をスークに明かした。
チミド
ダナバザルにけしかけられスークと戦ったが斬り殺された。仇名は不死という意味。
スグレグ
仇名は美男。根っからの遊び好きであり、ラムナガルではダナバザルに言われフィオを探した。

## 用語
鋼馬(ドルー)
牛や馬をかたどった鉄製の動機械。内部に仕組まれた、ダイナモに動泉(ヴリル)と呼ばれる力源(エナー)の動泉を接続することによって生き物の様に動き、多くは把手(はいそ)等を使って騎乗者が自在に操ることが出来る。
大角(コルヌ)
牛型の鋼馬の事。大きな牛の胴体に頭には、大きな角がついている。
ダイナモ
鋼馬の体内にある部品の一つでダイナモを高速回転させる事によって鋼馬は動く。
力源(エナー)
ヴリル・ヤに込められている鋼馬の動力源。
動泉の壺(ヴリル・ヤ)
ヴリルのエナーを封じたもの、鋼馬の内部の動管とつなぐとダイナモが回転を始める。
動泉の司(ヴリル・ラヤ)
ヴリル・ヤを作り出す匠集団。ヴリル・ヤの制法はヴリル・ラヤの秘事であり、ヴリル・ラヤ以外で知っている者はいない。
馬工(ドルイト)
熟練の技工師達。ボナベナの皇帝の名に拠る特別な認可を得た職工。
馬丁(ばてい)
鋼馬を整備し、管理する職人。主人公スークが17歳までの3年間行っていた職業。
騎士達(ドルーク)
鋼馬を用いて行われる、格闘競技や賞レースなどで鋼馬に騎乗する騎士。
山鬼(ワズリ)
国境の山地一帯に出没する野盗。たいがいは土候領(オード)・ユルドゥスに在居する者達。陰の年の冷たい闇に備えて蓄えられた食糧や金めの用材を狙い、陽の年の暮れに現れる事が多い。
陽の年
太陽が常に出ている一年、人が生活する上で朝と夜は決められているが太陽は出続けている。人々は陽の年に食料を育て陰の年の為に蓄える。
陰の年
長く続く暗闇の一年、太陽は沈んだまますぎる。あたりは真っ暗で植物も育たないので、人々は休みの年になり陽の年で蓄えたものでまかなう。死の一年と言ってもいいほど暗く、植物も育たない。
札所
各オードの境界にある出入国の監視所で新たに他国に入る者はここで素性を改められた上で、承認の木札を受け取らなければならない。
ソンツェ・ゴル・ヤクブの馬舎
3年間スークが働いていた馬舎。鋼馬を6頭管理している。
ナガールの町
スークとヴァロがはじめて出会う町。年に一度鋼馬の市が行われる。綿毛(コタ)や豆果(キャフタ)の集産で栄えた市の町。
ターナの町
スークの生まれ故郷。スークの家族が住んでいる。
サルナート
ナガールから十デゲム程南へ下った所にある町。住む人はナガールのおおよそ１０倍で、領主(オード)の住む町。一面に拡が沃野を見下ろす高台に立派な壁に囲まれてある。城壁の内側には四角に方塔をもった一層高い石の壁があり、その中央には先を金色に光らせた尖塔(ニドル)が突っ立っている。スークがヴァロを購入した町
ツアロ
スークとフィオが出会いう村。サルナートから南(サハス)に位置する小村。
ユルドゥス
ベーメと出会う町。
アスラ
エルロラの率いる野盗集団。アスラという語は「義人」又は「義賊」という意味がある。スークはこの集団の下働きをしながら強くしてもらった。
ダナヴァルタ河
ゆったりとブハラ街道を横手に見て流れ、ボナベナの中央平原を潤す。ユルドゥスやウアニア、更に下流域のパタナやスシャーラの諸国にとってはまさに母なる河。氾濫時にスークがヴァロと渡った河
ソナの札所
ダナヴァザル河にかかる橋の両側にある札所
グルーム
グルームは地上の代表とも言っていい生き物。種類はたくさんあって小さいのは人の指先にも足りぬものから、巨きいのになるとちょっとした家ほどにもなる。が大きさは変わっても躰の型や構造はさして違わない。成長したグルームは全体がぬるっとしていて、頭部には四つの目が並んでおり手足は六本。たいがいは尻に長い尾を持っている。最もありふれたのは「穴イムチ」「地ムグリ」等と呼ばれる。グルームには幾つかの性質があり、成長に応じてその姿を変える。グルームの幼生は一括して「アムニ」と呼ばれ、躰の節々のある管虫に近いもので成体にはおおよそ似ても似つかない。それから丸い甲羅のようなものを分泌液で造ってその中にこもる。これを人々は「マド」と呼ぶ。要するにサナギの状態。そこから外へ出ると六本足のついた硬い殻の「タンラ」と呼ばれる中間態になる。アムニよりまともだが、まだその姿は虫かエビの類に近い。それがもう一度分泌液を出して「ニダ」と呼ばれる二回目のサナギになる。グルームの成体はそのニダから生まれる。この過程が丁度4年を要する。「マド」と「ニダ」という二つのサナギの時期は決まって陰の年に当たる。だから陽の年の明けに都合よく生まれ出るようにその前の陰の年の入りにしか卵を産まない。それも深い水の底か土の中の、他の生き物の目に触れぬ所に産む。それが近づく陽の年の気配を察知して年明けに揃って卵から出る。陽の年、日の光が地平からさしかけるまさにその時期に、新しい大小のアムニ達はぞろぞろと水中から、地中から這い出す。昔からこのグルームの一族を人々は格別の親しみを込めて見ていた。単に美味い食べ物としてだけではなく、或る種の特殊な想い入れや敬意のようなものを抱き続けてきたのだとさえ言ってもいい。態様の名づけにもそれは表れている。「アムニ」とはボナベナの古い言葉で「先祖」「マド」は「星」、「タンラ」は「子供」「ニダ」は「日」という意味を持っていた。「グルーム」も別の意味を持っていて「哀しい」というのがそれだ。この呼び名は諸説あるが、或る説では、「なんとなく絶望主義的に見える顔のせいだ」と言い、或る説は彼らの鳴き声が「あぁ…哀しい」と泣いている泣き声に似てるからだと言われている。そのようにグルームは人に愛されており、イムチや地ムグリを食べる人々もそれよりもっと大型なグルームにはあまり手を出さなかった。最も大きい、別名「レグ」と呼ばれる種類になると、もう「食べる」などというのはもっての外だった。又、4巻ではグルームの正体が冬虫夏草という茸の仲間だと判明した。
穴イムチ、地ムグリ
グルームの仲間。だがもっとずっと小さくてずっと臆病なケモノ。大きく成長してもせいぜい一握り程の胴体で、手足はグルームと同じように六本だが体は全体がぬめっとして、毒も物騒な爪もない。たいがいは沼地に掘った泥穴に隠れている。外敵が怖くて滅多に顔を出さないからみっともないことに目が非常に小さくて、それなりに風格のあるグルームに比べるとまるで格落ちして同種とは思えない程。しかし食べるとこれが煮ても焼いてもなかなかにおいしく、貴重な食料となっている。子供達も物心がついたあたりからこれを追いかけるがイムチや地ムグリは逃げ足が速く、地に掘った穴に逃げ込むので子供達では捕まるものではない。
メーム
中位のグルームで鳴かない種類。
ゾロ
厚い甲羅をつけた、グルームとは遠縁のケモノ。動作は遅い。
バジャ宗教
モラドゥの土着宗教に遡ると言われる程古い伝統を有する宗教で、信者は汎くボナベナの中西部に分布していた。このバジャ教の信者達が神の姿が仮託された生き物としてグルーム、ことにレグの種を大切にしていた。彼等はその名の哲学的な由来も支持していて、同族ということでイムチや地ムグリも決して口にしなかった。グルームの幼態「アムニ」は地の精から生まれた。それは単にグルームの幼生であるばかりではなく、虫達や小さなミジンコの類の先祖でもある。それらは「マド(星)」の年にアムニから分かれて世に生まれ出る。「タンラ」は見ての通りエビやカブトガニやたくさんの魚達の祖である。「ニダ(日)」の年にそれらは分かれて残ったものがグルームになった。グルームは、しかし変態をこれで終えているのではない。本当はもう一度「バジャ(太陽)」と呼ばれるサナギを作ってその後で人間にも優る種に変じる筈だった。だが造物の神がそれに不安を持った。理由はグルームのそのもう一段の進化の種があまりにも優れていて、その高みがほとんど神そのものに近かったから、そこで造物の神は天上から全く異種の生命を招いてそれを地上に降ろした。それが人間でそれによってもう一段の進化を妨げられたグルームは、それを悲しんで「グルーム…(哀しい)」と鳴くのだ。と彼等バジャの教説に言った。
ブハラ
帝国の首都。朽ちかけた都だが地上界に君臨する大都。尖塔(ニドル)を１０本持つ金色の宮殿がある。スークが騎乗士になった都。
競走(レース)
低級、中級、上級があり、低級競走は一周が半デゲム程の丸い周回の走路をぐるりと取り囲んで見物の席があるが低級なのでただの土盛り。中級は低級より正面が石造りのややそれらしい所に代わる。上級になると走法に各種の工夫が凝らされるようになる。走路に障害が置かれ、実力の差で出走にハンディがつけられたりする。
闘技
競技場は競走(レース)用とは遠く、狭く、深く出来ていて、場所も市の中心に近く上級から下級へ都合五つが同じブロックにひしめいている。上級の闘技場は、堂々たる石造りで上面にはやはり石を組んだ華麗なアーチが連なっていた。中級の闘技場は壁下にへつらうようにして在り、控室の雰囲気も競走とは違い殺気出ている
ゴタの村
ブハラでエルロラを助けた際にベーメと逃げヴァロを落ち合った村。
ザオ
ワフマンの海に面した一角を占めている土地。西(ウース)には大地の背骨とも呼ばれる巨大なガンゴドリ山脈の末端が迫りその支脈の一つは北(ノーマ)から東(エスト)を遮っていた。そして南(サハス）は海でワフマン狭海という名。ワフマン狭海の潮流は、陰の年には西から東へと流れ、陽の年には逆に西に転じてガンゴドリが海へ突入して生じた壮大な岩礁で白く牙をむいた。帝国の都ブハラからは遠く、地勢的にも辺境そのものだった。
ハオマ
ザオの近海でしか獲れない珍魚。何故か陰の年の間のみ、ワフマンの海にどこからか回遊して来て現われ、年の明けるのを待たずにきれいに姿を消す。奇妙なことに闇の夜は地上界をあまねく巡るのに、他の地方でハオマ漁をしたという話はまるで無い。又、ハオマの成魚は白く輝き、肝に宿す油精が鱗に独特の皮膜をかける為で、陰の年の暗い波間にその群れを見れば誰しもが多分に心を打たれる、神秘を宿して妖しく美しく魅入られる。
ハオマ油
ハオマの肝をすり潰して得られた油。ハオマはザオの暗い海にしか居ず、従ってハオマ油はザオにしか産しなかった。
ハオマ精
ハオマ油精を更に生成すると油分が失せて最後には白い粉になり、媚薬となる。
カウイーク(穴ぐらに住む人)
ハオマを獲る人々。俗称「穴ぐら(カウイ)に住む人」という意味がある。事実カウイーク達は皆特有な形の穴居に住んだ。それはたいてい海に近い丘陵にあり、外目にはかろうじてそれと判るかというようなこんもりとした単なる土盛りだった。が土盛りは決して小さくはなく、さしわたし数マムというのが普通で、十マムを超えるようなものは珍しくなかった。内部には一層から時には二層、三層に及ぶ竪穴があり、周りの壁はしっかりした石積みで囲まれていた。一つの穴居には概ね数家族が起居を共にしており、使用人や流れの漁師達も招じ入れられて住んでいた。深い竪穴と土盛り、石住で穴居は要するに砦だった。普段外敵の目を免れ、時に争いになっても固く身を護る盾、それが穴居(カウイ)。穴居の歴史について、詳しい事は誰も知らず、確かなことはこの沿海の民が昔から辺境特有の厳しい環境下を生き、多くの外敵の狭間をぬうようにして生きのびて現在に至るという事実だけだった。盛り土の天井を支える梁の巨木や石積みの頑丈さだけではなく、巧みにしつらえられた出入り口や抜け穴、隠し小部屋や秘密の石室など生き抜く為の知恵が詰め込まれている。しかし、カウイークは決して頑強で好戦的な民ではなくむしろ逆で、皆温厚で大人しい性格をしていた。普段の暮らしでも争いは好まず、喧嘩沙汰になってもたいていは、口先の言い合いで終始した。漁を生業とする割には一般的に体格も大きい方ではなく、古来から目立った戦乱もなかった。
バズー海賊
モラウドの一種族。陰陽の年を選ばず、ガータと呼ばれる帆船を駆って沿海の諸地方を襲った。その行動は季節風のように定周期で疾く収穫の時を的確に狙い討った。犯される側の災厄は尋常ではなく、なけなしの財貨や備蓄すべき食糧を失い、男達を殺され女達を凌辱され、連れ去りその上家まで焼く程に酷いものであった。ワフマンの海を支配していた。
山鬼(ワズリ)
ノルブ周辺に出没し猛悪で一度民を襲うと女、子供関係なく殺す程残虐である。統制や分別、節操もない貧相な粗暴集団。スーク達を襲ったがチリによる圧倒的な秘力により倒された。その後スーク達の部下となった。地理に詳しくスルカン・シャシやその東西を含めて一帯はまるっきり自分の庭のようものらしい。
ルワン
人間の死肉を喰らう「霊魂(ルワン)」と呼ばれており、人の霊は鳥に運ばれて天上に行くのだと信じる向きは少なくなく、それが悪食の鳥の命名にもなっている。
サンカ
大きさは小児程で勁そうに張った後脚と長い首、胸元には小さな前足が特徴。長い嘴で、それが絶えず地中の小虫や草の根を噛みもどし噛みもどしつつ食べる。原種は紛れもなく鳥の一種だが、自然の摂理によって変じたのか、或いは飼育する人間が恣意に任せて変えてしまったのか、現在の姿は明らかに獣だった。が食用になったり全身の毛は刈り取って紡げば糸になり、皮ごとはぎとれば毛布になる。又、卵生のくせにサンカは乳で子を育てる為、雌のサンカは両脚の間に大きな乳房を二対持ち、それを子にふくませ、人もまたその乳を飲む為人々にとって有益な生き物だった。
地ムグリ蛇(オーラ)
鳥類の類縁の種。卵から生まれ、空を飛ぶ羽根は持たず脚に三対だが明らかにグルームなどとは違う。
グナ
ザオの都ハルワタートの外港で、グリルを高い石壁で囲まれて海に突き出している。東(エスト)と西(ウース)には見張りの為だけの方塔が突っ立ち、城壁には火筒の為の細長い銃眼がいくつも穿たれている。土候領の他のどこがどうあれ、ここだけは万余の海賊が押し寄せても揺がないぞという盤石の備えが誇らしげに見えている。
ジャフナ
商いに長けた種族の総称。別段何処に住み、何処を領域とするでもないが古来から通商に幅を利かせている。
サムテン
岩だらけの荒地に見られる植物。不格好で多くは棘だらけだが実はその種類は雑多に分かれていて、棘の無い団子のようなものや見上げるほど高い樹木と見紛う程のものなど様々。
月欠け
それは汎く凶事の先ぶれとされていた。ごく稀に天空で起きるその異変の理由は一般にはまだ明らかにされておらず、従って巷間、人々は神話、伝承の知恵でそれを解していた。月神(マーフ)を魔神インドラがかどわかすとも言われ、月神自身が御簾を引いて地上に警句を発するのだとも言われた。それだけ確かに稀の現象とはいえ、古来から人々には馴染みだった。凶兆とされてはいたが驚天動地の大変事ではなかった。
ヘルクスールの秘儀(ツアム)
異族の祭り。祭りは年に一度、オロゴイ岬の先に浮かぶマンガス島(ヌル)で行われる。聖域とあって誰も気軽に行けるというものではなく、諸族から選ばれた勇者のみが秘儀(ツアム)と呼ばれるその祭りに参加できる資格を持つ。英雄は次なる英雄を決め相闘って勝った者が次代の英雄になる。英雄の争闘にルールは無いが「英雄が対抗する勇者を名指す権利をもつ」というのが唯一定められた規則。そして慣例上その見返りとして、名指しを受けた挑戦者はどのような形で闘うかを選択出来る事になっている。
マンガス島(マンガス・ヌル)
どっしりとした山塊が幾重にも連なり、その山襞にはトウヒやイソマツの森が黒々と貼りついており、海岸は多く峨々とした岩の壁、それが延々と島を取り巻き、処々に奇怪な海蝕の相を見せる大きな島。竜の棲むと言われており、別名バクサル語で「巨人達の墓(ヘルクスール)」というのだ。北方民の聖域とされておりそこには少数の祭官達とその類縁の他は人が住まない無人島で、唯一人が集うのがヘルクスールの祭りの時である。

## 書籍情報
カドカワノベルス版
1. ボナベナの騎士　ISBN 978-4-04-780802-7
2. ザオの騎士王　ISBN 978-4-04-780803-4
3. ガンゴトリの疾風（かぜ）　ISBN 978-4-04-780804-1
4. ノルブの光輪（クワルナフ）　ISBN 978-4-04-780805-8
5. クルガンの竜　ISBN 978-4-04-780806-5 徳間デュアル文庫版
6. ボナベナの騎士　ISBN 978-4-19-905126-5
7. ザオの騎士王　ISBN 978-4-19-905131-9
8. ガンゴトリの疾風　ISBN 978-4-19-905135-7
9. ノルブの光輪　ISBN 978-4-19-905138-8
10. クルガンの竜　ISBN 978-4-19-905142-5

オーディオブック版
- 鋼馬章伝〈1〉ボナベナの騎士 - 上下全2巻、audiobook.jp配信。